# Redortiers
Redortiers é uma comuna francesa na região administrativa da Provença-Alpes-Costa Azul, no departamento dos Alpes da Alta Provença. Estende-se por uma área de 45,77 km². Em 2010 a comuna tinha 91 habitantes (densidade: 2 hab./km²).